# 1951-es Giro d’Italia
Az 1951-es Giro d’Italia volt a 38. olasz kerékpáros körverseny. Május 19-én kezdődött és június 10-én ért véget. Végső győztes az olasz Fiorenzo Magni lett.

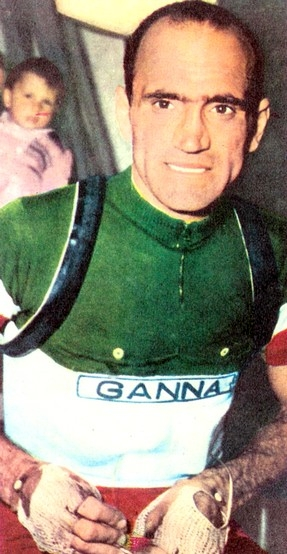
Fiorenzo Magni

## Végeredmény
|    | Versenyző           | Idő            |
| -- | ------------------- | -------------- |
| 1  | Fiorenzo Magni      | 121 óra 11' 37 |
| 2  | Rik Van Steenbergen | +1' 46         |
| 3  | Ferdinand Kübler    | + 2' 36        |
| 4  | Fausto Coppi        | +4' 04         |
| 5  | Giancarlo Astrua    | +4' 07         |
| 6  | Hugo Koblet         | +6' 05         |
| 7  | Louis Bobet         | +9' 45         |
| 8  | Arrigo Padovan      | +14' 41        |
| 9  | Vincenzo Rossello   | +14' 49        |
| 10 | Gino Bartali        | +21' 12        |